# Roberto Leopardi
Roberto Rafael Leopardi (né le 19 juillet 1933 à Montevideo en Uruguay) est un joueur de football international uruguayen, qui évoluait au poste de milieu de terrain.

## Biographie

### Carrière en club
Il commence sa carrière dans l'un des grands clubs de sa ville natale, le Club Nacional de Football.
D'origine italienne comme beaucoup d'uruguayens, Leopardi débarque en Europe en 1957 pour jouer dans le championnat italien, tout d'abord avec le Genoa CFC, puis avec le Lanerossi Vicence.
Il rentre au pays en 1960 puis termine sa carrière au Venezuela en 1965.

### Carrière en sélection
Il fait partie de l'effectif uruguayen qui participe à la coupe du monde 1954 en Suisse, mais ne dispute aucun match durant la compétition. Il joue en tout 7 matchs (pour aucun but inscrit) entre 1954 et 1956, et remporte notamment le Championnat sud-américain de football de 1956 avec la « Celeste ».

## Palmarès
| Nacional - Championnat d'Uruguay (4) : - Champion : 1952, 1955, 1956 et 1957. - Vice-champion : 1953 et 1954. |  | Uruguay - Copa América (1) : - Vainqueur : 1956. |